# Psychotria fimbricalyx
Psychotria fimbricalyx är en måreväxtart som först beskrevs av Friedrich Anton Wilhelm Miquel, och fick sitt nu gällande namn av Jacob Gijsbert Boerlage. Psychotria fimbricalyx ingår i släktet Psychotria och familjen måreväxter. Inga underarter finns listade i Catalogue of Life.